# Evelin Samuel

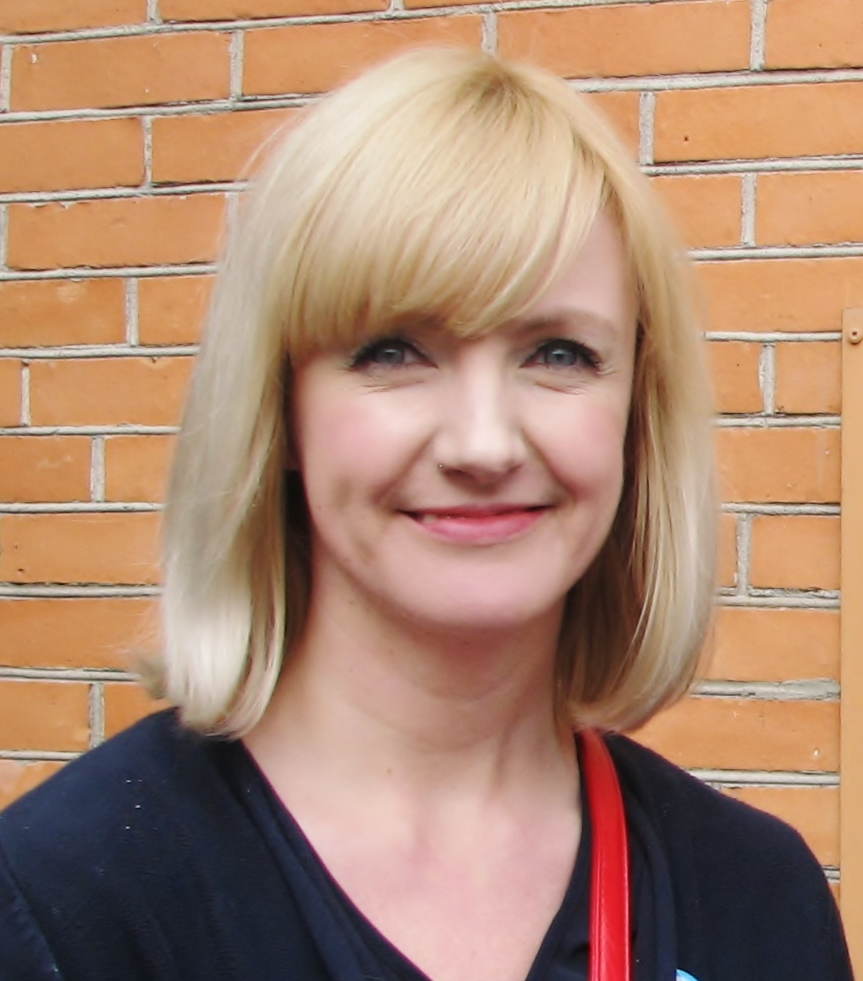
Evelin Samuel

Evelin Samuel (Tallinn, 13 de maio de 1975 - ) é uma compositora e cantora de jazz estónia.

## Carreira
Evelin Samuel canta desde a infância e até gravou nos estúdios da Rádio da Estónia com uma idade muito precoce. Em finais de 1980, Evelin juntou-se a um musical infantil do teatro Colombina quem ela se apresentou no Festival de Roskilde, na Dinamarca, em 1982.
Em 1993, ela terminou na quarta no "Kaks Takti Ette", um concurso para cantores estreantes, organizado pela Televisão da Estónia. No mesmo ano, ela ganhou o concurso de música Báltico Via Báltica e um ano depois ganhou novamente com "Vari ja roos" no Uus Laul, um festival de música organizado pela Televisão da Estónia.
Em 1997, participou como corista da canção da Estónia "Keelatud maa", interrpetada por Maarja-Liis Ilus, em 1999, representou a Estónia com a canção "Diamond of Night" que terminou em 6.º lugar, tendo recebido um total de 90 pontos. Em 2002, lançou o seu álbum de estreia "Alternature: Over The Blue Water". No final dos anos 1990, ela foi também um DJ na popular Raadio Uuno.
Em 2008, Samuel Evelin lançou o seu livro de estreia, "Ükskord, kui Sadas vihma" (Uma vez, quando estava chovendo), uma história de fantasia para crianças pequenas. Desde então, tem escrito uma série de canções, poemas e histórias curtas, todas para crianças.
Evelin tem também cantado música de dança em balsas no mar Báltico, durante vários anos. Em 2010, Evelin Samuel tornou-se a editor-chefe da revista popular em saúde "Tervis Pluss".

## Festival Eurovisão da Canção
Evelin Samuel tentou entrar no Festival Eurovisão da Canção, em várias ocasiões, mas não teve sucesso antes de 1997, quando ela subiu ao palco como uma das vocalistas para a entrada da Estónia, Keelatud maa, interpretada por Maarja-Liis Ilus, que terminou em oitavo lugar.
NO Festival Eurovisão da Canção 1999 que teve lugar em Jerusalém , ela representou a Estónia, cantando numa balada tipo "new age" "Diamond of Night" que terminou em sexto lugar. A letra da música foi de de Maian-Anna Kärmas que fez parte do coro. 
Evelin tentou entrar novamente entrar na Eurovisão depois, mas sem sucesso. No entanto, em 2000 e 2006 Evelin foi o porta-voz dos resultados do televoto da Estónia na Eurovisão.

## Teatro musical
Em 2001, Evelin Samuel foi escolhida para interpretar o papel de Fantine no musical Les Misérables, em Tallinn, mas teve que cancelar sua participação por motivos pessoais, no meio dos ensaios. Ainda assim, um par de anos mais tarde, ganhou boas críticas pela sua interpretação de Nancy, Oliver! em Tallinn e passou a participar no musical Miss Saigon, em Helsínquia. Ela também participou na peça musical Jesus Cristo Superstar, em 1993.

## Vida pessoal
Do seu relacionamento com o jornalista Raimo Ülavere, Evelin Samuel deu à luz dois filhos, em 2007 e 2008. A família vive em Tallinn.